# Senčak pri Juršincih
Senčak pri Juršincih – wieś w Słowenii, w gminie Juršinci. W 2018 roku liczyła 109 mieszkańców.